# ゲルト・ミュラー
ゲルハルト・"ゲルト"・ミュラー（Gerhard "Gerd" Müller、1945年11月3日 - 2021年8月15日）は、ドイツ・ネルトリンゲン出身のサッカー選手。ポジションはフォワード。
抜群の得点感覚とポジショニングで泥臭いゴールを得意とし、どんな体勢からでもゴールを奪った。驚異的な数の得点を量産し、デア・ボンバー（爆撃機）と呼ばれた。バイエルンでは通算515ゴールを決め、クラブ歴代最多ゴール数の記録を保持している。

## クラブ経歴

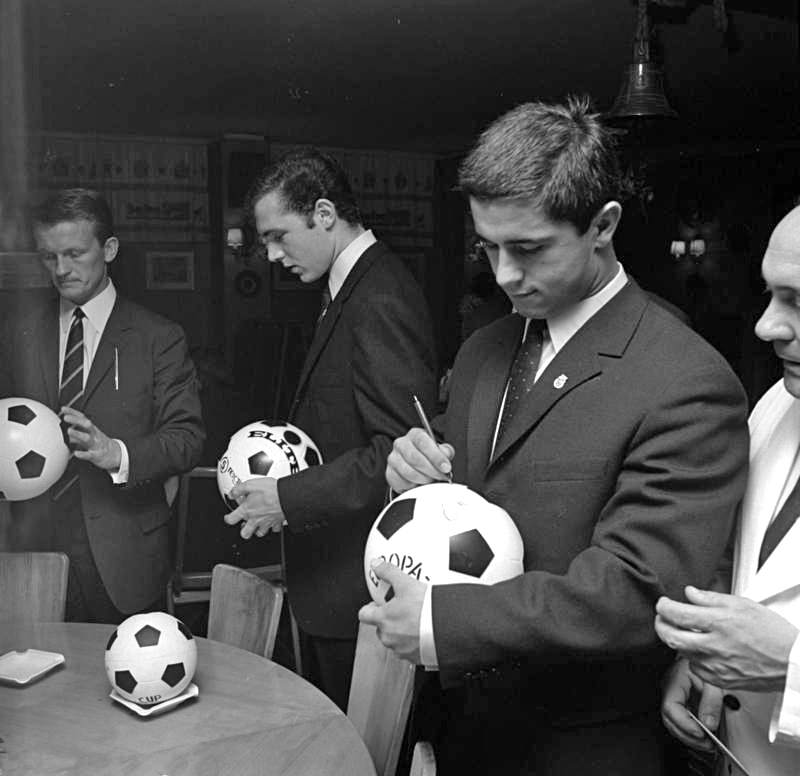
ボールにサインするミュラー（1967）。彼から見て右はフランツ・ベッケンバウアーとヴェルナー・オルク.

1963年、地元のクラブ・TSVネルトリンゲンでデビュー。ここでの活躍がスカウトの目に留まり、翌シーズンにはバイエルン・ミュンヘンと契約。在籍15年間で4回のリーグ優勝（1969 / 72 / 73 / 74年）、7回の西ドイツ・ブンデスリーガ得点王（1967 / 69 / 70 / 72 / 73 / 74 / 78年）、チャンピオンズカップ優勝3回（1974 / 75 / 76年）、カップウィナーズカップ優勝1回（1967年）、西ドイツカップ優勝4回（1966 / 67 / 69 / 71年）、ブンデスリーガ 通算427試合365得点の成績を残した。
1979年、西ドイツを後にしてアメリカへ渡り、フォートローダーデール、スミス・ブラザーズに所属した後、1982年に現役を引退した。
引退後は一時期アルコール依存症に苦しんだ時期があったが、旧知の仲であるバイエルン・ミュンヘンのウリ・ヘーネスGMやフランツ・ベッケンバウアー会長、ゼップ・マイヤーGKコーチの助けもあり、アルコール依存症を克服。同クラブの育成部門でアシスタントコーチなども務めた。
1992年から2014年まで、バイエルン・ミュンヘンサテライトチームのアシスタントコーチを務めていた。
2015年10月、アルツハイマー病に罹患しており、同年2月から専門的な治療を受けていることをバイエルン・ミュンヘンが発表した。
2021年8月15日、早朝に亡くなったことをFCバイエルン・ミュンヘンが発表した。75歳没。
2022年、バロンドールの開催者として知られるフランス・フットボールがそのシーズンの得点王を表彰するゲルト・ミュラー・トロフィーを新設した。

## 代表歴

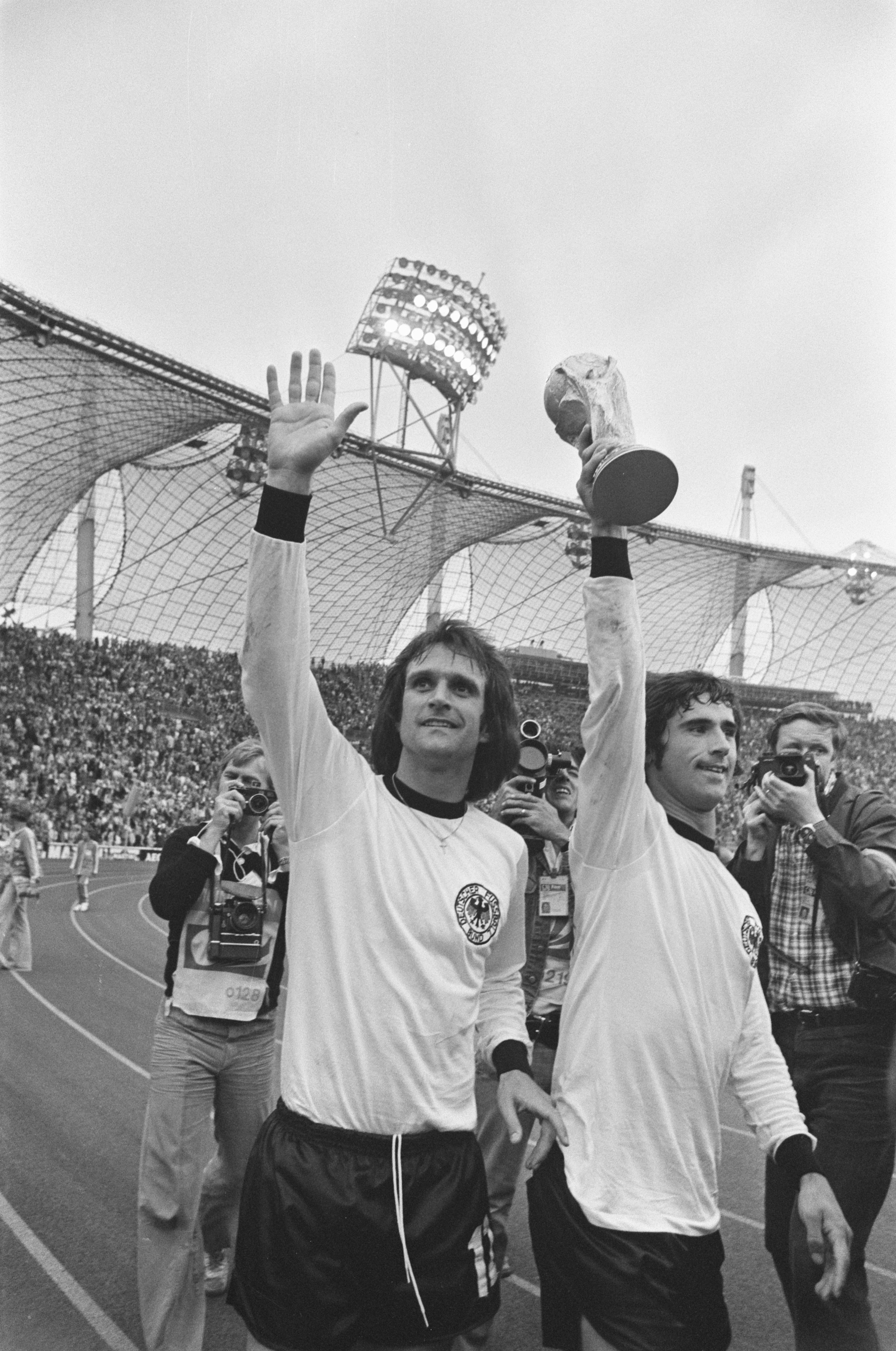
1974 FIFAワールドカップの表彰式後のミュラー(右)。左はヴォルフガング・オヴェラート。

1966年10月12日 vsトルコ戦で代表デビュー、無得点に終わるが2戦目のアルバニア戦では4ゴールを挙げた。
1970年メキシコワールドカップではグループリーグのブルガリア戦、ペルー戦でハットトリックを決め、準決勝のイタリア戦で2ゴールを決めるなど(3位決定戦となったウルグアイ戦以外の全ての試合でゴールを決めた。)、10得点で大会得点王を獲得した。
1974年西ドイツワールドカップでは、オランダとの決勝戦で決勝ゴールを決めるなど、4得点3アシストを挙げた。ワールドカップ通算14ゴールは、ブラジル代表のロナウドが2006年ドイツワールドカップで塗り替えるまでは、32年間歴代最多記録であった（2014年現在歴代3位。2010年南アフリカ大会でドイツ代表の後輩となるミロスラフ・クローゼに並ばれた。クローゼは2014年ブラジル大会で通算16得点とし、最多記録保持者となっている）。
1972年の欧州選手権では決勝のソビエト戦で2ゴールを挙げるなど、4得点を記録し、得点王に輝く活躍でチームを優勝へ導いた。なお、1974年決勝オランダ戦を最後に28歳で代表を引退した。

## 歴代最多得点記録
- バイエルン　歴代最多得点 515得点[4]
- ブンデスリーガ 通算365得点（427試合[5]
- 西ドイツ代表 通算68得点（62試合）
- FIFAワールドカップ 通算14得点（2006年にロナウドが15得点で更新、その後2014年に同じドイツ代表のミロスラフ・クローゼが16得点で更新)
- 欧州カップ　通算62+9得点（UEFAカップの前身インターシティーズ・フェアーズカップを含めたもの、ラウル・ゴンサレスが71得点で更新）
- クラブ公式戦1シーズン 67得点（2011-12シーズンにリオネル・メッシが73得点で更新）

## 獲得タイトル

### クラブ
- ブンデスリーガ 1969,1972,1973,1974
- DFBポカール 1966,1967,1969,1971
- UEFAチャンピオンズカップ 1974,1975,1976
- インターコンチネンタルカップ 1976
- UEFAカップウィナーズカップ 1967

### 代表
- UEFA欧州選手権 1972
- 1974 FIFAワールドカップ

### 個人
- ヨーロッパ・ゴールデンブーツ 1967,1969
- FIFAワールドカップ得点王 1970
- UEFA欧州選手権得点王 1972
- UEFAチャンピオンズカップ得点王 1973,1974,1975,1977
- ドイツ年間最優秀選手賞 1967,1969
- バロンドール 1970
- 20世紀世界最優秀選手 - 13位 (1999年、国際サッカー歴史統計連盟)
- 20世紀の偉大なサッカー選手100人 - 15位